# Kurt Sommerlatt
Kurt Sommerlatt (Karlsruhe, 25 dicembre 1928 – 8 febbraio 2019) è stato un allenatore di calcio e calciatore tedesco di ruolo centrocampista.

## Carriera
Calciatore nel ruolo di centrocampista ha giocato nella Bundesliga dal 1947 al 1959 e nel Campionato svizzero dal 1959 fino al 1962 per poi intraprendere la carriera di allenatore sino all'anno 1974.
In Svizzera ha svolto sia il ruolo di centrocampista che di allenatore nel La Chaux-de-Fonds nelle stagioni 1959-1962.
Nel 1952 ha partecipato ai giochi olimpici con la squadra della Germania Occidentale.

## Palmarès

### Giocatore

#### Competizioni nazionali
- Coppa di Germania: 3

Karlsruhe: 1954-1955, 1955-1956
Bayern Monaco: 1957
- Coppa Svizzera: 1

La Chaux-de-Fonds: 1960-1961

### Allenatore

#### Competizioni nazionali
- Coppa Svizzera: 1

La Chaux-de-Fonds: 1960-1961